# Раци
 Тази статия е за българския филм.  За групата членестоноги животни вижте Ракообразни.  
„Раци“ е български игрален филм (драма) от 2009 година, по сценарий и режисура на Иван Черкелов. Оператор е Рали Ралчев.

## Сюжет
Двамата най-близки приятели Доката и Дебелия са въвлечени в криминалната борба на две враждуващи бизнес групировки. Те изпълняват наглед безобидни задачи. Вкопчени като раци в примамките, които ежедневието непрекъснато предлага, героите сами определят съдбата си: изпълнявайки поетите задачи, двамата приятели се изправят един срещу друг. Успоредно с криминалната линия в сценария, вниманието бива насочено към вътрешните духовни проблеми на героите, към онези неумолими връзки, свързващи помежду си всичко и всички. Двамата приятели безуспешно се опитват да осъществят диалог един с друг. Диалог за взаимоотношенията, за смъртта, за смисъла и отговорностите.

## Актьорски състав
- Филип Аврамов – Доката
- Валери Йорданов – Дебелия
- Николай Урумов – Илия Матанов
- Рангел Вълчанов – Костадин Цочев
- Красимир Доков – Вуйчото
- Евгения Баракова
- Слава Дойчева – Малина
- Росица Александрова
- Мая Андреева
- Йорданка Ангелова
- Марин Антонов
- Валентин Антонов
- Руси Люцканов
- Валентин Маринов
- Павел Минков
- Йордан Захариев

## Награди
- Награда „Златен Свети Георги“ за Иван Черкелов от Московския филмов фестивал (Москва, Русия, 2009).
- Наградата за най-добра мъжка роля на Валери Йорданов (и за филма „Хъшове“) от БФА (2010).
- Наградата за най-добра поддържаща женска роля на Слава Дойчева от БФА (2010).